# اویتینگن ایم گو
اویتینگن ایم گو (به آلمانی: Eutingen im Gäu) یک شهر در آلمان است که در فرویدنشتادت واقع شده‌است. اویتینگن ایم گو ۵٬۴۷۳ نفر جمعیت دارد.